# Trisetokoeleria jurtzevii
Trisetokoeleria jurtzevii är en gräsart som beskrevs av N.S. Probatova. Trisetokoeleria jurtzevii ingår i släktet Trisetokoeleria och familjen gräs. Inga underarter finns listade i Catalogue of Life.